# Lomaptera arrowi
Lomaptera arrowi är en skalbaggsart som beskrevs av Valck Lucassen 1961. Lomaptera arrowi ingår i släktet Lomaptera och familjen Cetoniidae. Inga underarter finns listade i Catalogue of Life.